# آلفا کوره
آلفا کوره یک ستاره است که در صورت فلکی کوره قرار دارد.